# Guadalupe-Mountains-Nationalpark
Der Guadalupe-Mountains-Nationalpark ist ein Nationalpark in den Vereinigten Staaten von Amerika und wurde am 30. September 1972 gegründet. Er liegt im äußersten Westen des US-Bundesstaates Texas, an der Grenze zu New Mexico und nordöstlich von El Paso. Der Name des Parks ist von den Guadalupe Mountains übernommen, einem zirka 260 bis 270 Millionen Jahre alten Unterwasser-Riff. Der Park ist auch bekannt für die höchste Erhebung von Texas, den 2.667 Meter hohen Guadalupe Peak. Nördlicher Nachbar des Parks ist der Carlsbad-Caverns-Nationalpark.

## Geschichte
Archäologische Funde haben eine Besiedlung des Gebiets schon vor zirka 10.000 Jahren nachgewiesen. Jäger vereinten sich hier, folgten großen Tierherden und begannen, in diesem Gebiet essbare Pflanzen zu sammeln. Das legen Funde von Wurfgeschossen, Körben, Töpfen sowie Felsenmalerei nahe.
Die ersten europäischen Siedler waren die Spanier, die, von Süden her kommend, das Gebiet im 16. Jahrhundert erstmals durchzogen. Allerdings zeigten sie zunächst keine große Neigung, sich hier niederzulassen. Ungeachtet dessen brachten sie Pferde in die Region, die von den einheimischen Apachen als nützlich für ihre Jagd- und Wanderaktivitäten angenommen wurden.
Die Mescalero–Apachen folgten Tierherden und begannen, im Gebiet um den heutigen Park die einheimischen Agaven für ihre Ernährung zu nutzen. Feuerstellen, die zum Grillen von Agaven genutzt wurden, sind noch heute im Park zu finden. Die Mescalero–Apachen blieben bis Mitte des 19. Jahrhunderts in diesem Gebiet, als sie von den Folgen einer neuen Transportroute vertrieben worden. Die Butterfield Overland Mail Route führte von Memphis nach San Francisco über den 1.687 Meter hohen Guadalupe Pass. 1858 wurde in der Nähe von Pine Springs im heutigen Nationalpark die Pinery Station gegründet. Sie hatte zum Ziel, die Überlandtransporte vor Überfällen der ansässigen Indianerstämme zu schützen. Eigens dafür wurde ein Teil des 9. Kavallerie-Regiments hier stationiert. Im Winter 1869 zerstörte diese Einheit zwei Indianersiedlungen, woraufhin deren Bewohner in nahegelegene Reservate umgesiedelt wurden.
Einer der ersten permanenten Siedler in diesem Gebiet war Felix McKittrick. Nach ihm wurde der McKittrick Canyon benannt. Er arbeitete hier als Kuhhirte.
Das erste permanente Gebäude in der Region war die Frijole Ranch, die 1876 als Postamt und Treffpunkt errichtet wurde. Später kam die Williams Ranch, benannt nach ihrem Bewohner James A. Williams, hinzu. Alle Gebäude wurden unter dem Namen Guadalupe Mountain Ranch vereinigt.
Die Schönheit des McKittrick Canyons veranlasste Wallace Pratt, einen Geologen der Humble Oil and Gas Company, 2.400 ha des Landes im Jahre 1921 zu kaufen. Er nutzte es als Sommerresidenz für seine Familie, bis er es 1960 dem Staat spendete. Daraufhin wurde der Guadalupe Mountains National Park gegründet und 1972 für die Öffentlichkeit geöffnet.

## Geologische Entstehung
Die Guadalupe Mountains sind eines der weltweit besten Beispiele für ein versteinertes Unterwasser-Riff. Sein Alter beläuft sich auf schätzungsweise zirka 260 bis 270 Millionen Jahre. In dieser Zeit hatte ein tropischer Ozean weite Teile des heutigen Texas und New Mexicos bedeckt. Über Millionen Jahre setzten sich kalkhaltige Moose, Algen und andere Unterwasserorganismen im Wasser ab und bildeten zusammen mit Kalk das zirka 400 Meilen lange, hufeisenförmige, Capitan Riff. Als später das Meer verdunstete, sank dieses Riff ab und verschwand unter einer massiven Schicht aus Sedimenten und Mineralien. Für Millionen Jahre blieb es in diesem Zustand, bis Auftriebskräfte einige Teile aus dem Boden trieben und freilegten.
Heute thront ein Teil des Riffs als Guadalupe Mountains über der weitgehend flachen östlichen Chihuahua-Wüste. Weitere Teile des Capitan Riffs sind ebenfalls freigelegt worden und heute als Apache Mountains und Glass Mountains bekannt.

## Geografie und Landschaftsformen
Der Fuß der Guadalupe Mountains liegt auf einer Höhe von 1.200 bis 1.500 Metern über dem Meer. Der höchste Punkt ist der 2.667 Meter hohe Guadalupe Peak und zugleich die höchste Erhebung des US-Bundesstaates Texas. Von hier erstreckt sich das Gebirge Richtung Nord-Osten und Nord-West nach New Mexico. Die südwestlichste Ausdehnung der Guadalupe Mountains ist der Gipfel El Capitan, welcher zirka 1.000 Meter aus dem umliegenden Gebiet  der Chihuahua-Wüste emporragt. Im Wesentlichen kann das Gebiet des Nationalparks in drei Landschaftsformen eingeteilt werden: Wüste, Täler und Hochgebirge.

### Wüste
Der Guadalupe Mountains National Park ist umgeben von den spärlich besiedelten Gebieten der Chihuahua-Wüste. Diese weitgehend aride Landschaft dehnt sich hunderte Kilometer nach Süden, bis weit nach Mexiko reichend, aus. Hier fallen pro Jahr nur 25 bis 50 Zentimeter Niederschlag und die Temperaturen steigen bis weit über 35 Grad Celsius. Dennoch findet man hier eine vielfältige Tier- und Pflanzenwelt: Agaven, Feigenkakteen, Kojoten, Eidechsen und Schlangen nutzen die Wüste als ihren Lebensraum.

### Täler
Milde Temperaturen, Schatten sowie Wind von den Berghängen begünstigen eine lebhafte Entwicklung einer reichhaltigen Tier- und Pflanzenwelt in den tiefen, einschneidenden Tälern. Das kann am besten im McKittrick Canyon beobachtet werden, welches eine Mischung aus Mittel- und Hochgebirge sowie Wüste ist. Hier findet man Feigenkakteen, Weidenbäume, Texanische Erdbeerbäume, Walnussbäume, Wacholdersträucher und Goldkiefern. Die Tierwelt ist unter anderem geprägt von Hasen, Kojoten, Stachelschweinen, Graufüchsen, Maultierhirschen, Berglöwen und Wapitis.
Eine lokale Spezialität ist der Texanische Erdbeerbaum mit seinen immergrünen Blättern und seiner weichen, rotbraunen Rinde. Im Herbst spenden seine roten Früchte reichhaltig Nahrung für Vögel.

### Hochgebirge
In den Hochgebirgszügen der Guadalupe Mountains National Parks gedeiht ein dichter Wald, bestehend aus Gelb-Kiefer, Weymouth-Kiefer, Douglastanne und Espe. Dieser entwickelte sich vor zirka 15.000 Jahren, als das Klima in dieser Region wesentlich wärmer und feuchter gewesen ist. Im Zuge der Klimaerwärmung ist ein Großteil von ihm verschwunden, dennoch haben Teile in den höheren Lagen überlebt. Besonders üppig ist der Wald in der “Bowl”, einer zirka 4 Kilometer breiten Hochebene. Hier sind unter anderem Wapitis, Maultierhirsche, Truthähne, Geier, Berglöwen, Schwarzbären, Goldadler und Wanderfalken zu Hause.
Die ursprüngliche Wapitipopulation im Nationalpark ist nie besonders groß gewesen, wurde jedoch Anfang des 20. Jahrhunderts durch Jagdaktivitäten vollständig ausgerottet. Die heutigen Bestände stammen allesamt von einer kleinen Gruppe von Tieren, die in den 1920er Jahren von Wyoming und South Dakota hierher gebracht wurden. Schätzungsweise leben heute 30 bis 40 Tiere im Park.

## Klima
Die Guadalupe Mountains haben relativ hohe Temperaturen im Sommer, milde Herbsttage und kalte Winter. Schneestürme, Eisregen und Nebel sind im Winter keine Seltenheit. Regenschauer im Spätsommer lösen häufig Gewitter aus. Die Nächte sind in der Regel kalt, auch im Sommer.

## Tourismus

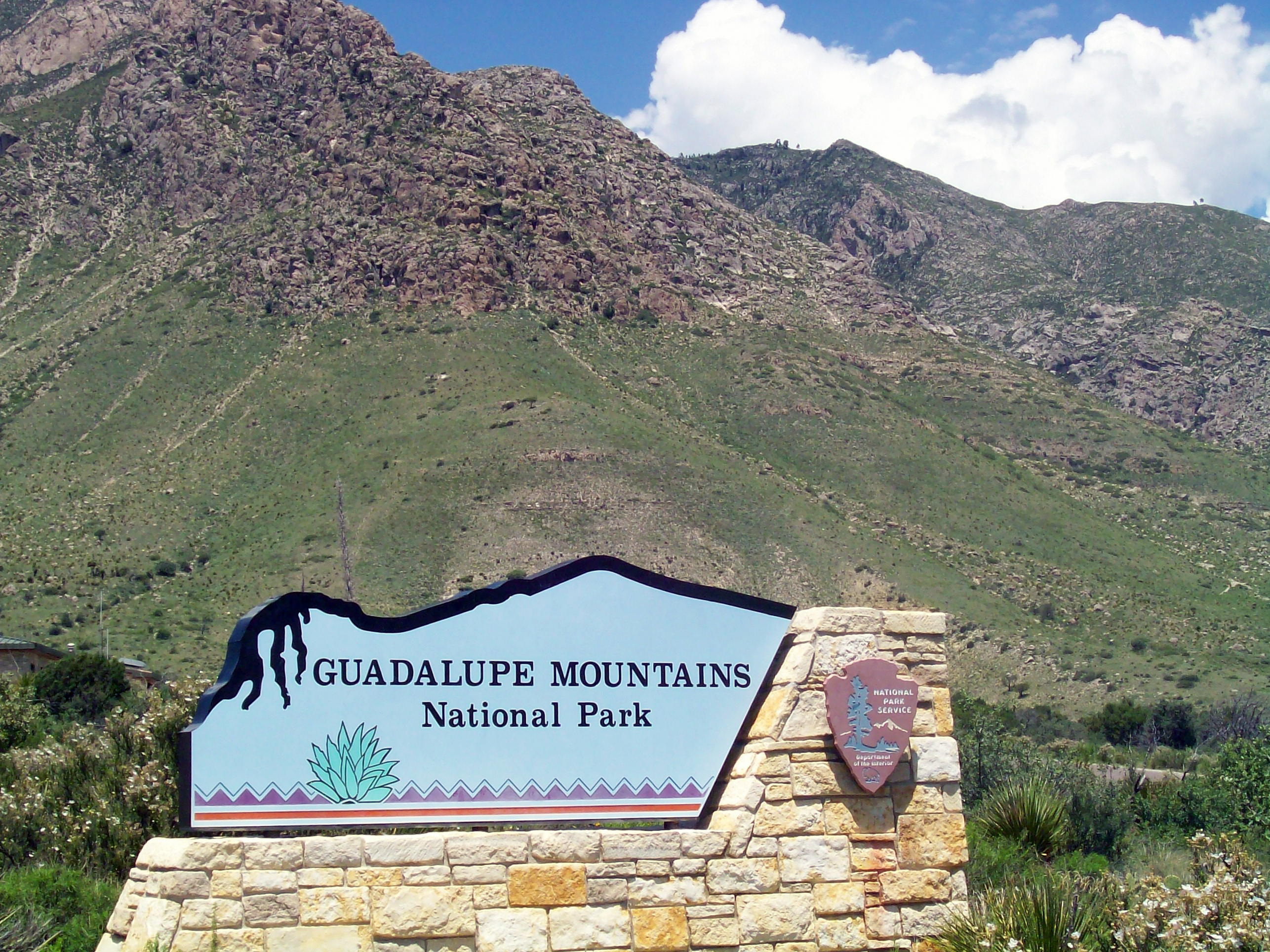
Eingangsschild des Parks

Der Park besitzt kein zentrales Eingangstor und Zahlstelle, wie in den meisten Nationalparks der USA üblich. Von Süden (El Paso) oder Osten (Whites City) her kommend erreicht man den Park über die Fernstraße US-180. Zentrale Anlaufstelle ist das Pine Springs Visitor Center. Hier entrichtet man die Tagesgebühr, sollte man keinen Jahrespass besitzen. Außerdem erhält man hier seine Wildcamping-Erlaubnis. Einen kleineren Teil des Parks mit dem Dog Canyon erreicht man nur von Norden über die New Mexico State Road NM-137. Er ist nicht mit dem Straßennetz des restlichen Parks verbunden.
Im Park gibt es keine Versorgung mit Lebensmitteln. Das nächstgelegene Geschäft, mit limitiertem Angebot, befindet sich am Eingangstor zum Carlsbad-Caverns-Nationalpark in Whites City. Hier befindet sich auch eine Tankstelle. Der Park besitzt auch keine Duschen, sollte man hier eine Übernachtung planen.
Zu den beliebtesten Aktivitäten im Nationalpark zählen Wandern und Camping.

### Wanderwege
Der Park verfügt über exzellente Wanderwege mit einer Länge von mehr als 130 km mit unterschiedlichen Schwierigkeitsgraden. Achten muss man auf Kakteen, Schlangen und Skorpione.

#### Guadalupe Peak

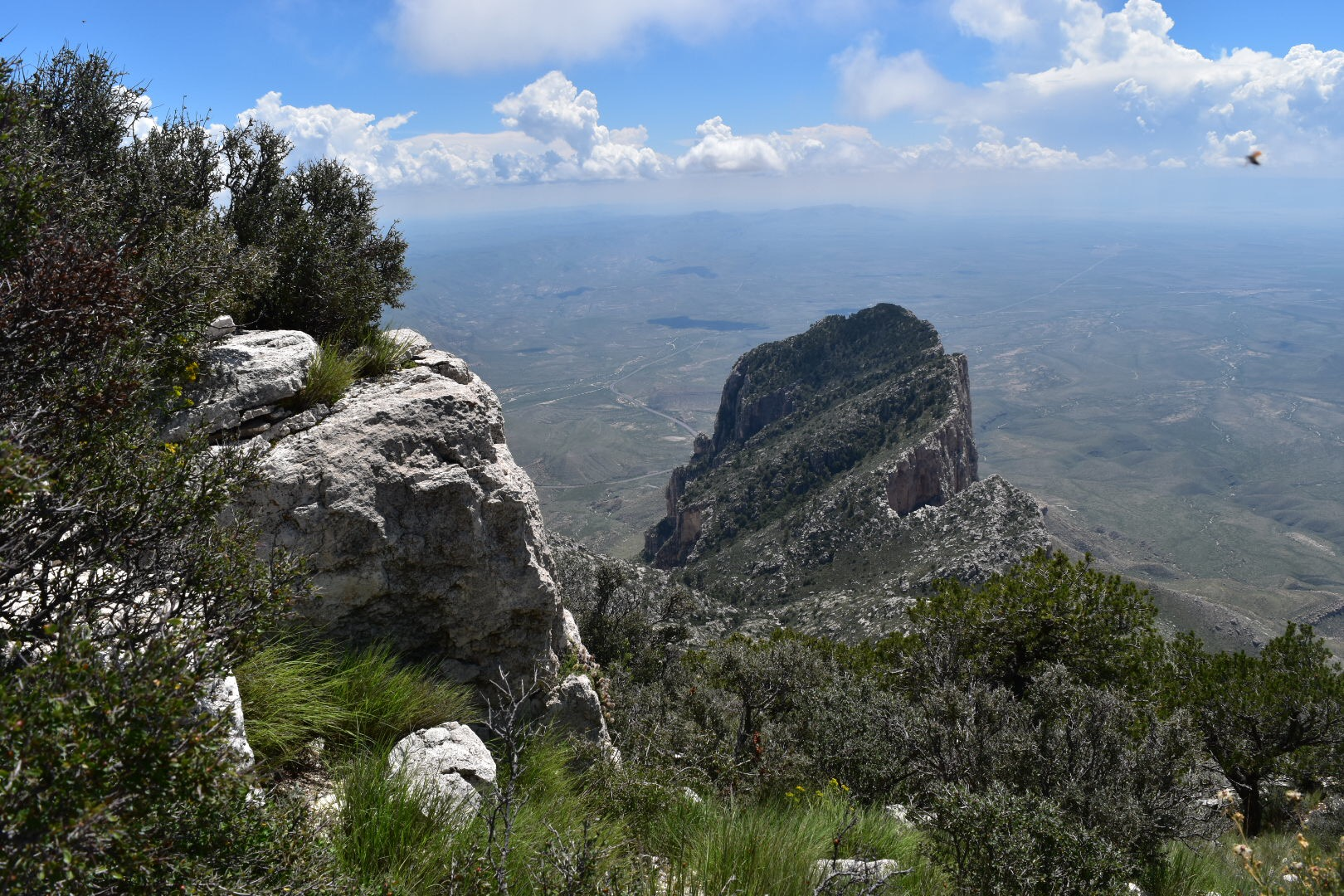
Blick vom Guadalupe Peak

Der Weg auf die höchste Erhebung von Texas (2.667 Meter über dem Meer) ist sehr steil und als schwierig eingestuft, jedoch gut ausgebaut. Einige Abschnitte führen an hohen Klippen entlang. Der Höhenunterschied zwischen Start und Ziel beträgt zirka 1.000 Meter. Der Hin- und Rückweg (selbe Strecke) betragen zusammen ungefähr 9,5 Kilometer. Man sollte hierfür sechs bis acht Stunden einplanen. An windigen oder gewittrigen Tagen sollte der Weg gemieden werden.

#### Devils Hall Trail
Der Weg führt im Flussbett des Pine Spring Canyons entlang, über einige Felsen hinauf zur sogenannten Devils Hall (Teufelshalle). Der steinige Pfad hat nur einen geringen Höhenanstieg und führt durch Ahorn- und Pinienwälder, vorbei an typischer Vegetation der Chihuahua-Wüste. Der Hin- und Rückweg von insgesamt sieben Kilometern dauert zirka drei bis fünf Stunden.

#### The Bowl
Nach einem Höhenanstieg von zirka 750 Metern wird man empfangen von einem dichten Nadelwald, der die zahlreichen Klippen und Täler bedeckt. Der Weg ist als schwierig eingestuft und man sollte acht bis zehn Stunden für die 15 Kilometer einplanen.

#### McKittrick Canyon

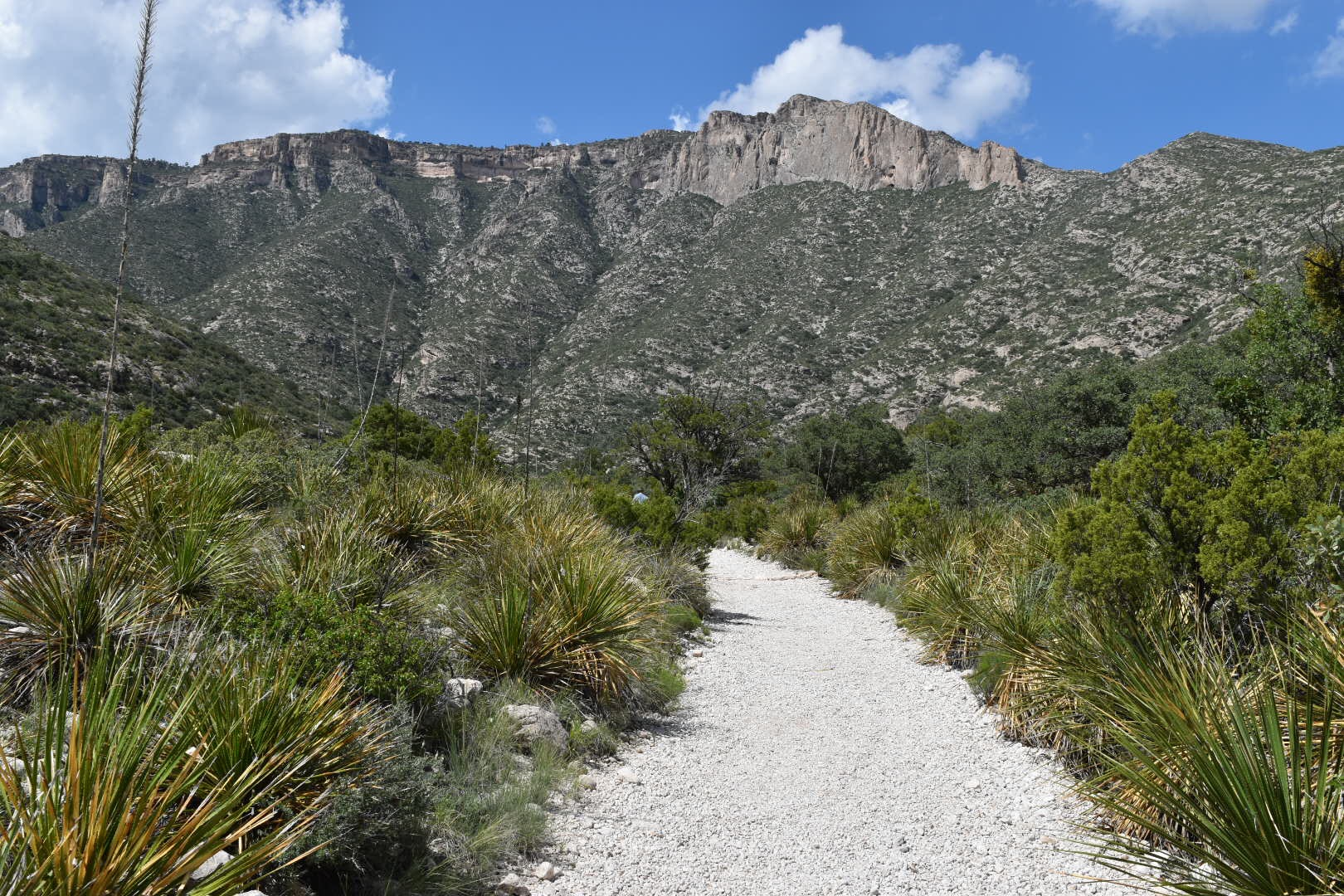
Wanderweg in den McKittrick Canyon

Die Wanderung im malerischen McKittrick Canyon führt entlang eines Flussbetts, zunächst in der Landschaft der Chihuahua-Wüste und später, mit zunehmender Höhe, in ein dicht bewaldetes Tal. Ziel des Weges ist die Pratt Lodge. Der Hin- und Rückweg beträgt zirka acht Kilometer. Von hier aus führt ein Wanderweg tiefer ins Tal zur Pratt Cabin und einer Grotte.

#### Weitere Wanderwege
- El Capitan
- Frijole Foothill Trail
- Permian Riff Trail
- The Pinery Trail
- Smith Spring Trail[2]

### Camping
Der Nationalpark verfügt über zwei Campingplätze, die mit dem Auto angefahren werden können: Pine Spring Campground und Dog Canyon Campground. Weitere zehn Plätze sind über Wanderwege erreichbar. Alle Plätze sind “first come, first served”, das heißt, sie sind nicht reservierbar. Man muss sich demzufolge möglichst früh vor Ort um einen freien Platz bemühen. Aufgrund einiger Waldbrände in der Vergangenheit besteht im gesamten Park ein Verbot für Lagerfeuer, der Betrieb von Gaskartuschen ist allerdings erlaubt.

## Attraktionen

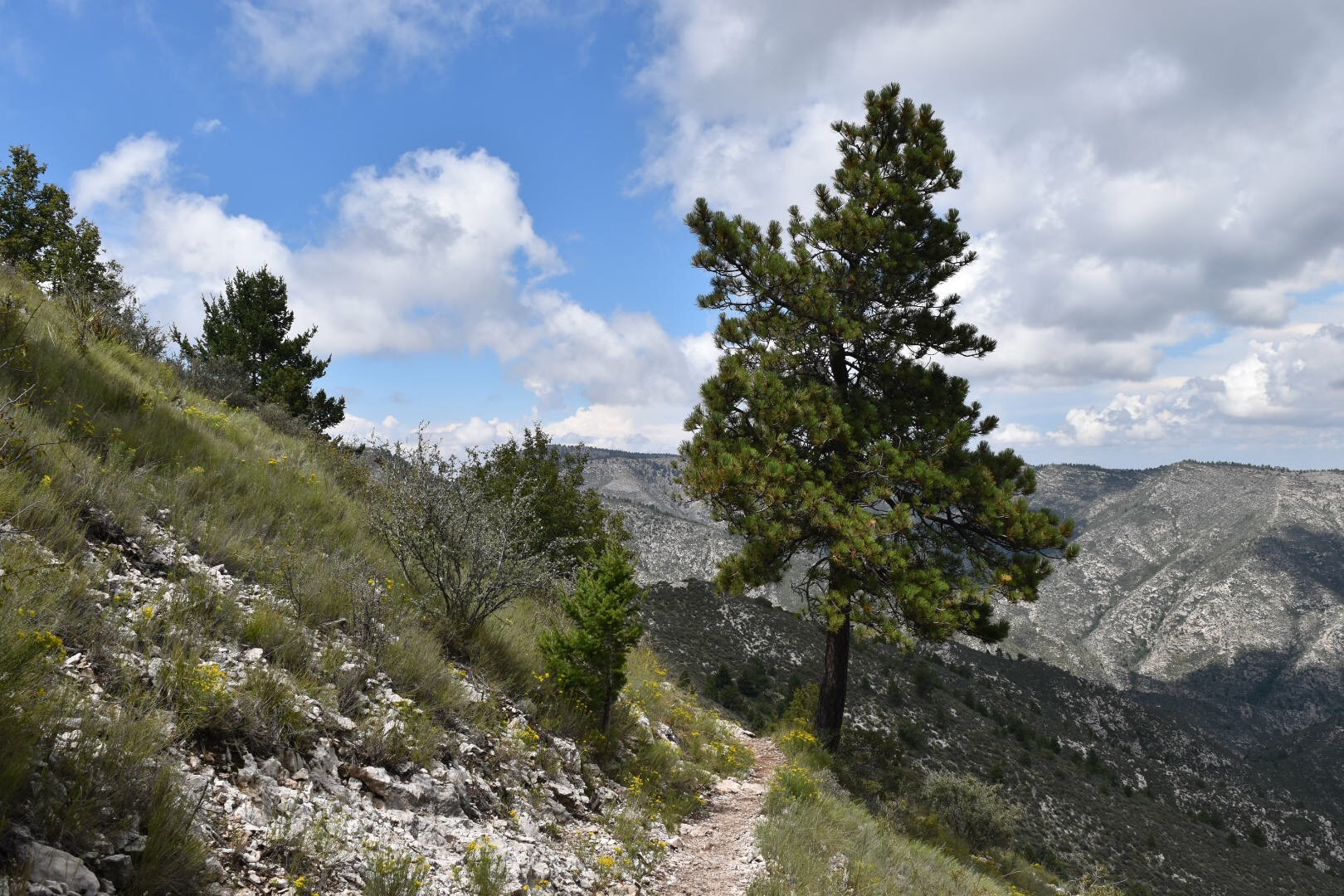
Wanderweg auf den Guadalupe Peak

Neben zahlreichen Wanderwegen und Campingplätzen wartet der Park mit einigen kleinen Museen und ehemaligen Ranches auf, die das Leben der einstigen Bewohner dieser Region näher bringen sollen.
Das Frijole Ranch History Museum zeigt, wie die Menschen in den Guadalupe Mountains früher gelebt haben. Die Anlage beinhaltet ein kleines Schulgebäude, Schlafgebäude, einen Stall und eine Quelle. In der Nähe befindet sich auch ein Picknick-Bereich. Im Sommer 2016 war die Anlage für Renovierungsarbeiten geschlossen.
The Pinery sind die Überreste einer Station der Butterfield Overland Mail Route von Memphis nach San Francisco. Sie führte direkt durch die Guadalupe Mountains. Die Anlage ist über einen zirka einen Kilometer langen, asphaltierten Weg vom Pine Springs Visitor Center erreichbar.
Etwas abgelegen vom Zentrum des Parks, und nur mit einem Allradfahrzeug erreichbar, liegt die ehemalige Williams Ranch. Die unbefestigte Straße nutzt auf einigen Abschnitten die ehemalige Wegführung der Butterfield Overland Mail Route. Um das Gebäude betreten zu können, benötigt man einen Schlüssel und eine Genehmigung, welche am Pine Springs Visitor Center erhältlich sind.